# Urszula Kielan
Urszula Małgorzata Kielan, po mężu Krajewska (ur. 10 października 1960 w Otwocku) – polska lekkoatletka, skoczkini wzwyż, medalistka olimpijska.

## Życiorys
Urszula Kielan przez blisko dwadzieścia lat (1974-1992) reprezentowała klub Gwardia Warszawa. Szczyt jej kariery przypadł na koniec lat 70. i początek 80. Zdobyła wówczas dwa tytuły mistrzyni kraju na otwartym stadionie (1978, 1980) i trzy w hali (1978, 1979, 1981). Osiem razy poprawiała wówczas rekord Polski w skoku wzwyż z 1,87 m w 1978 do 1,95 m w 1980.
Kielan dość niespodziewanie zdobyła srebrny medal Igrzysk Olimpijskich w 1980, przegrywając jedynie z Włoszką Sarą Simeoni. Kielan powtórzyła tym samym sukces Jarosławy Jóźwiakowskiej z 1960.
Poza medalem olimpijskim Kielan odnosiła sukcesy głównie podczas halowych mistrzostw Europy, zdobywając trzykrotnie brąz (1978, 1980 i 1981), a raz srebro (1979).
Wielokrotna medalistka i 2-krotna mistrzyni Polski (1978, 1980).
Postanowieniem prezydenta RP Aleksandra Kwaśniewskiego z 14 grudnia 1999 została odznaczona Złotym Krzyżem Zasługi za zasługi dla rozwoju sportu, za osiągnięcia w działalności na rzecz Polskiego Związku Lekkiej Atletyki.

### Życie prywatne
Jej synem jest Rafał Krajewski, wielokrotny mistrz Polski w zapasach w stylu klasycznym.